# Orani João Tempesta

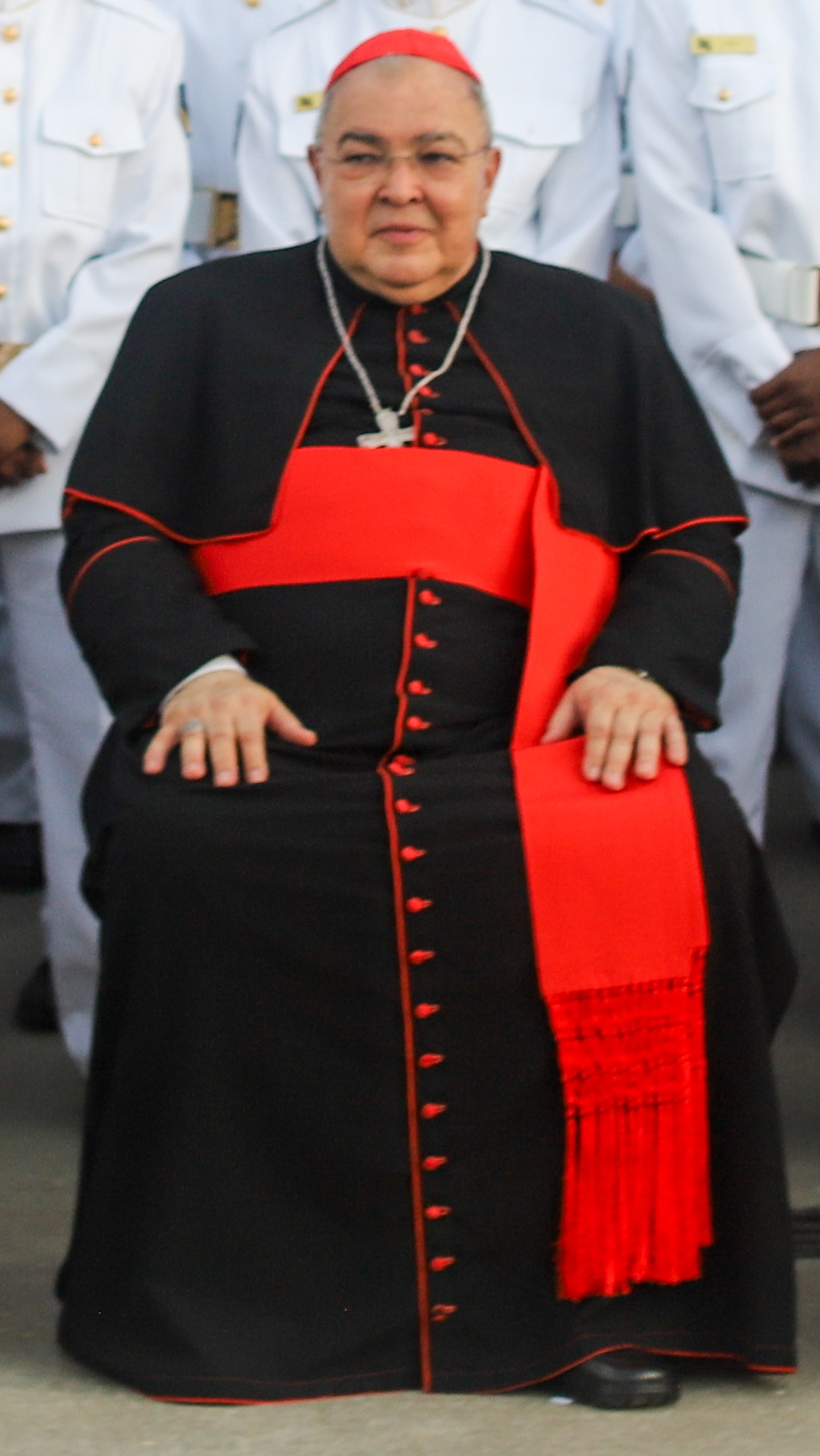
Orani Kardinal Tempesta (2024)

Kardinalswappen von Orani João Tempesta

Orani João Kardinal Tempesta OCist, auch Dom Orani João Tempesta, (* 23. Juni 1950 in São José do Rio Pardo, Brasilien) ist ein brasilianischer Ordensgeistlicher und römisch-katholischer Erzbischof von Rio de Janeiro.

## Leben
Tempestas Vater Achille Tempesta war italienischer Einwanderer, seine Mutter Maria Bárbara de Oliveira Brasilianerin. Nach seiner Schulzeit in São José do Rio Pardo trat Orani Tempesta 1968 in das in seiner Heimatstadt gelegene Zisterzienserkloster São Bernardo ein und studierte am Istituto Teologico Salesiano Pio IX in São Paulo Katholische Theologie und Philosophie. Am 2. Februar 1969 legte er seine Ordensgelübde ab und empfing am 7. Dezember 1974 durch den Bischof von São João da Boa Vista, Tomás Vaquero, die Priesterweihe.
1984 wurde er Prior seines Heimatklosters, nachdem er bereits Pfarrer der Pfarrei São Roque in São José do Rio Pardo, Koordinator für Kommunikation und Pastoral im Bistum São João da Boa Vista sowie Professor am Priesterseminar Coração de Maria gewesen war.
Nach der Erhebung seines Klosters São Bernardo zur Abtei wurde er im September 1996 dessen erster Abt.
Papst Johannes Paul II. ernannte ihn am 26. Februar 1997 zum Bischof von São José do Rio Preto. Die Bischofsweihe spendete ihm sein Amtsvorgänger José de Aquino Pereira am 25. April desselben Jahres; Mitkonsekratoren waren der Bischof von São João da Boa Vista, Dadeus Grings, und der Bischof von Guarulhos, Luiz Gonzaga Bergonzini. Darüber hinaus war er von 1999 bis 2002 Apostolischer Administrator der Territorialabtei Claraval, die am 11. Dezember 2002 aufgelöst und in das Bistum Guaxupé eingegliedert wurde.
Am 13. Oktober 2004 berief ihn Johannes Paul II. zum Erzbischof von Belém do Pará und er wurde am 8. Dezember desselben Jahres dort feierlich in sein Amt eingeführt. Im Mai 2007 nahm er als Delegierter an der durch Papst Benedikt XVI. eröffneten 5. Generalversammlung der Lateinamerikanischen Bischofskonferenz (CELAM) in Aparecida teil.
Papst Benedikt XVI. ernannte ihn am 27. Februar 2009 zum Erzbischof von São Sebastião do Rio de Janeiro; die feierliche Amtseinführung (Inthronisation) fand am 19. April desselben Jahres statt. Er ist gleichzeitig Kanzler der Päpstlichen Katholischen Universität von Rio de Janeiro (PUC-Rio).
Im Juni 2012 wurde Orani Tempesta zum Großprior der Statthalterei Rio de Janeiro des Ritterordens vom Heiligen Grab zu Jerusalem ernannt.

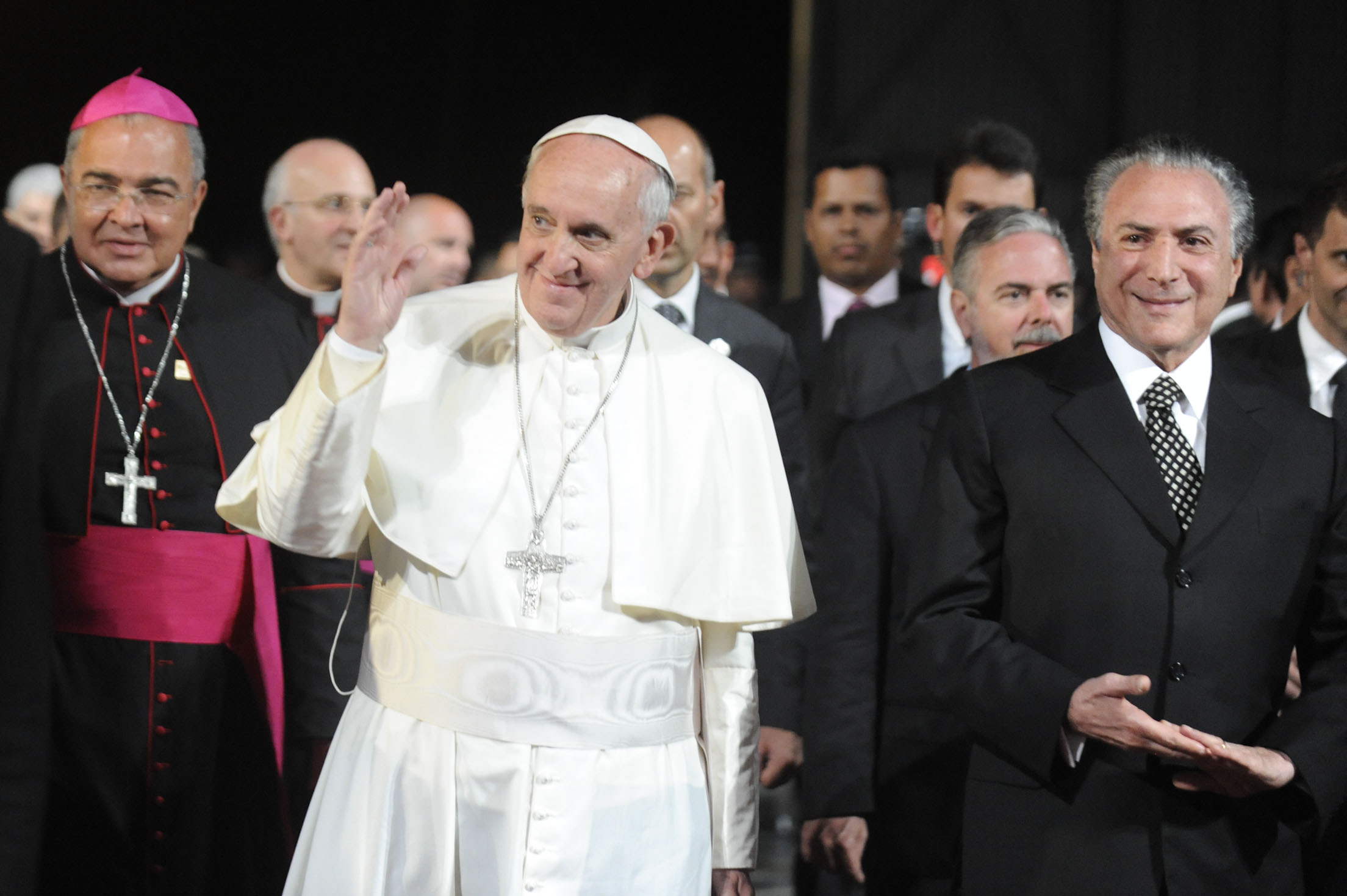
Erzbischof Tempesta (links) bei der Verabschiedung von Papst Franziskus nach Abschluss des Weltjugendtages 2013

Erzbischof Tempesta war im Juli 2013 Gastgeber des XXVIII. Weltjugendtages in Rio de Janeiro und konnte hier Papst Franziskus begrüßen.
Im feierlichen Konsistorium vom 22. Februar 2014 nahm ihn Papst Franziskus als Kardinalpriester mit der Titelkirche Santa Maria Madre della Provvidenza a Monte Verde in das Kardinalskollegium auf. Er ist der erste Kardinal aus dem Zisterzienserorden seit Giacchino Bezossi im 18. Jahrhundert. Im Oktober 2014 nahm er an der außerordentlichen Generalversammlung der Bischofssynode zum Thema Pastorale Herausforderungen der Familie im Rahmen der Evangelisierung teil.
Ende Februar 2019 wurde Kardinal Tempesta vorgeworfen, von Korruptionsfällen in katholischen Krankenhäusern gewusst zu haben. Der zu diesem Zeitpunkt angeklagte Ex-Gouverneur von Rio Sérgio Cabral Filho beschuldigte den Kardinal in seinem Prozess der Mitwisserschaft. In einer Stellungnahme wies das Erzbistum Rio de Janeiro die Vorwürfe Cabrals zurück.
Nach dem Tod von Papst Franziskus nahm Kardinal Tempesta am Konklave 2025 teil, das Leo XIV. wählte.

## Mitgliedschaften in der Römischen Kurie
Kardinal Tempesta ist Mitglied folgender Dikasterien der Römischen Kurie:
- Kongregation für das Katholische Bildungswesen (seit 2014)[8]
- Kongregation für die Evangelisierung der Völker (seit 2014)[9]
- Kongregation für den Gottesdienst und die Sakramentenordnung (seit 2022)[10]
- Päpstlicher Rat für die Laien (2014[11]–2016)
- Päpstliche Kommission für Lateinamerika (seit 2021)[12]